# Konrad Raiser
Konrad Raiser (ur. 25 stycznia 1938 w Magdeburgu) – niemiecki teolog protestancki, duchowny luterański, profesor Uniwersytetu w Tybindze i Uniwersytetu Ruhry w Bochum, w latach 1993–2003 sekretarz generalny Światowej Rady Kościołów.

## Życiorys
Studiował na uniwersytetach w Heidelbergu, Zurichu i Uniwersytecie Harvarda. W 1970 na Uniwersytecie w Tybindze uzyskał stopień naukowy doktora filozofii.
W latach 1963–1965 był wikariuszem w Kościele Ewangelickim Wirtembergii. W latach 1967–1969 wykładał na Wydziale Teologii Protestanckiej Uniwersytetu w Tybindze. Pełnił funkcję sekretarza naukowego Komisji Wiara i Ustrój Światowej Rady Kościołów (1969–1973), profesora teologii systematycznej i ekumenizmu na Wydziale Teologii Protestanckiej Uniwersytetu w Bochum. W latach 1993–2003 był sekretarzem generalnym Światowej Rady Kościołów z siedzibą w Genewie.
Doświadczenia związane z pełnieniem funkcji koordynatora działalności największej organizacji ekumenicznej przedstawił w wydanej w 2017 książce pt. The Challenge of Transformation: An Ecumenical Journey.
W 1967 ożenił się z Elisabeth von Weizsäcker, córką Carla Friedricha von Weizsäcker. Jest ojcem czterech synów.